# Орбакайте Христина Едмундівна
Орбака́йте Христи́на Едму́ндівна (рос. Орбакайте Кристина Эдмундовна, лит. Kristina Orbakaitė; нар. 25 травня 1971, Москва )  — радянська та російська акторка, танцюристка та співачка литовського походження; заслужена артистка Росії (2013). Член Міжнародного союзу діячів естрадного мистецтва.
На рахунку Орбакайте  — кілька театральних робіт та близько трьох десятків робіт у кінофільмах, телефільмах, мюзиклах. Репертуар співачки налічує понад 150 пісень. Є лауреаткою премії «Золотий Грамофон».
Дочка співачки, акторки, народної артистки СРСР Алли Пугачової та артиста естрадно-циркового жанру Миколаса Едмундаса Орбакаса. Фігурантка бази Миротворець за незаконне відвідування окупованого росіянами Криму.

## Біографія

### 1971—1985 роки
Народилася в родині співачки Алли Пугачової та артиста оригінального жанру Міколаса Едмундаса Орбакаса. Батько родом із литовського селища Швянтої, де й пройшло її дитинство.
Через щільний гастрольний графік батьків Христина жила то в батьків тата в Литві, то в батьків матері в Москві. Після розлучення Пугачової та Орбакаса залишилася жити в бабусі з дідусем у Москві. Там же й навчалася в середній загальноосвітній та музичній школах (1978). В цей час Христина вперше виступає на телебаченні — у передачі «Веселі нотки», де заспівала пісню «Солнышко смеётся».
В 11-річному віці (1982) затверджена на роль Олени Безсольцевої у фільмі Ролана Бикова «Опудало» (за книгою Володимира Железникова). Зйомки фільму тривали у вересні 1982 — березні 1983, а прем'єра відбулася 9 січня 1984 в московському Будинку кіно.
Під час прем'єрного показу фільму в США робота викликала захоплені відгуки американської кінокритики. Газета «Los Angeles Times» у своїй рецензії навіть порівняла Орбакайте з Меріл Стріп:

Фільм знятий у чудовій змішаній колірній гамі: вулиці, де серед опалого листя ширяють зграї підлітків у шкільній формі; і темні кімнати, заставлені гнутими меблями, у старих, схожих на пряникові, дерев'яних будинках. А в центрі — виділяється із загальної маси, постійно відкривається з нового боку головна героїня у виконанні 12-річної Христини Орбакайте, яка з наївної дитини, зворушливо прагнучої стати своєю серед однокласників, виростає у справжню особистість. Христина грає Олену, світловолосу тонку, як тростинка, дівчинку, яка новенькою приходить у маленьку провінційну школу в одному з підмосковних містечок на березі річки. Її обличчя відрізняється тією особливою простотою, яку обезсмертили художники епохи Відродження; її ясний прямий погляд приголомшує. Такою могла би бути Меріл Стріп у 12 років. І, як можна припустити, вона вважає себе потворою.
Оригінальний текст (англ.)
«The film is done with a gorgeous, misty palette: outdoors where uniformed cadet bands oom-pah-pah among the falling leaves, inside in dark, old wooden houses, gingerbread around their shutters, the rooms crammed with bentwood furniture. And at the heart of the film is a luminous, steadily unfolding central performance by a 12-year-old, Christina Orbakaite, who grows from a naive child, pathetically anxious to be accepted, to a genuine heroine. She plays Lena, a reed-like, pale-blond newcomer to a small provincial school in one of the riverside towns that ring Moscow today. Her face has the sort of planes that Renaissance painters immortalized; her clear, direct gaze is pure and shattering. She could be Meryl Streep at the age of 12. Predictably, she believes she's ugly.»
— Los Angeles Times, 10 липня 1987
Газета «Richmond Times-Dispatch» назвала гру у фільмі «видатною», а саму акторку — «дочкою суперзірки року»:

«Опудало» Ролана Бикова — незвичайно сильний фільм про жорстокість у середовищі шкільних угруповань, яка з «невинного» прагнення самоствердитися за рахунок інших переходить у справжнє цькування, навіть у символічне спалення на вогнищі. Гра Христини Орбакайте (дочки суперзірки року) — абсолютно видатна в ролі жертви.
Оригінальний текст (англ.)
«The film "Scarecrow" (1983) by Rolan Bykov, is an extraordinarily tough film about the cruelty within the inner circles of schoolchildren, progressing from "innocent" one-upsmanship to persecution, even effigy burning. Kristina Orbakaite (the daughter of a rock superstar) is outstanding in her role as the victim».
— Richmond Times-Dispatch. Richmond, Va., 21 листопада 1987
Газета «The Washington Post» порівняла юну акторку з янголом («Orbakaite has seraphic quality», Washington Post, 18 листопада 1987), а «San Francisco Chronicle» охарактеризувала її роботу, як «незабутню» («Orbakaite gives haunting performance», San Francisco Chronicle, 18 вересня 1987).
Крім роботи в кіно, Орбакайте продовжує робити свої перші кроки на естраді. 1983 року вона в дуеті з матір'ю співає пісню «А знаешь, все еще будет». А в 1985 році у програмі «Ранкова пошта» виконує «Пусть говорят». Крім цього, з 1984 року Христина починає працювати в балетній групі ансамблю Алли Пугачової «Рецитал».

### 1986—1995 роки
7 жовтня 1986 знайомиться з Володимиром Пресняковим, з яким через певний час починає зустрічатися, а пізніше — жити цивільним шлюбом. 21 травня 1991 народжує сина Микиту.
Продовжуючи роботу танцюристки в балеті «Рецитал», Орбакайте  не забуває і про кінокар'єру. Вона знімається у фільмах: «Віват, гардемарини!» (1990), «Гардемарины-III» (1992), «Благодійний бал» (1993) і «Ліміта» (1994). У грудні 1992 року Орбакайте знову заявляє про себе як про співачку. У «Різдвяних зустрічах» Алли Пугачової вона виконує пісню «Поговорим». Сама вона вважає ці «Зустрічі» і цю пісню — початком своєї професійної музичної кар'єри.
Пісня «Поговоримо» стає хітом. Її постійно крутять по радіо і ТБ. Натхненна успіхом, Орбакайте записує ще кілька композицій, серед яких «Поклич мене», «Все, що їм потрібно — це лише любов», «Гірке похмілля» та ін., знімає кілька кліпів і 1994 року випускає дебютний альбом «Вірність».
Поєднуючи танці, зйомки в кіно, записи пісень, Орбакайте вирішує опанувати ще один вид мистецтва — театр. У липні 1995 вона грає на Малій сцені Московського художнього театру у виставі «Понеділок після чуда» за п'єсою В. Гібсона. Згодом за роль Геллен Келлер у цій виставі вона отримує премію Міністерства культури РФ за найкращу жіночу роль. У липні 1995 Орбакайте вступає на акторський факультет Російської академії театрального мистецтва (курс В. Андрєєва).

### 1996—2000 роки
Після виходу альбому «Вірність» про Христину Орбакайте говорять у першу чергу як про співачку. Її музична кар'єра дійсно йде вгору, а її ім'я все частіше починає з'являтися в хіт-парадах країни. Так у «Звуковій доріжці» «Московського комсомольця» в січні 1996 вона займає 6-у сходинку в категорії «Найкраща співачка 1995». Попри те, що співачка вже дає сольні концерти, на початку 1996 вона вирушає в сімейне турне (Пугачова-Кіркоров-Орбакайте-Пресняков) Америкою під назвою «Зоряне літо». У рамках цього туру вона вперше виступає в нью-йоркському «Карнегі-холі». У червні 1996 бере участь у передвиборній акції «Голосуй або програєш» на підтримку Бориса Єльцина, а восени випускає другий альбом «Ноль часов ноль минут». Одночасно з випуском альбому з'являються відеокліпи на пісні «Танго» та «Вербочки», а також відеодует з Павлом Дементьєвим «Боль».
1997 вона розлучається з Пресняковим та починає зустрічатися з підприємцем Русланом Байсаровим. 10 травня 1998 народжує сина Дені.
У березні 1998 виходить третій альбом — «Ты». Він складається з 12 нових пісень, п'ять з яких («Музыкант», «Навсегда», «Пегий пес», «Смородина», «Птицы») запропоновані Аллою Пугачовою, з композицій, написаних спеціально для неї.
Орбакайте продовжує зніматися в кіно («Дорога, дорогий, дорога» (1997), і «Фара» (1998)), та грати в театрі («Панночка-селянка» (Театр імені М. М. Єрмолової, 1998)). Ця робота — дипломний спектакль Орбакайте як студентки РАТМ.
14 і 15 квітня 1999 співачка дає свої перші сольні концерти в Москві. Вони проходять у ДЦКЗ «Росія» під назвою «Тій жінці, що…» та приурочені до ювілею Алли Пугачової. Пізніше виходить однойменний концертний альбом.
У травні 2000 року в Монте-Карло артистку нагороджують премією «The World Music Awards» як співачку Росії, роботи якої найкраще продаються. У вересні 2000 випускає свій четвертий альбом — «Май».

### 2001—2005 роки
За цей період Орбакайте випускає альбоми «Remixes» (2001), «Верь в чудеса» (2002), Океан любви (2002), «Перелетная птица» (2003) і «My life» (2005). Артистка багато гастролює Росією, країнами СНД, Америкою, Ізраїлем та Німеччиною. 17 і 18 березня 2001 дає два сольних концерти в Москві, у ДЦКЗ «Росія». Режисеркою-постановницею її нової програми — «Це мій світ» — виступає Алла Пугачова. У листопаді того ж року Орбакайте повертається на театральні підмостки. Її новою роботою стає спектакль «Даная» в Московському театрі естради.
Знімається у фільмі «Жіноче щастя» (2001), мюзиклі «Снігова королева» (2002), телевізійних серіалах «Московська сага» (2002) і «Родинний обмін» (2004).
У лютому 2002 року отримує литовський паспорт.
У цьому ж році Христина Орбакайте знову визнається самою розпродаваною співачкою Росії. За це досягнення вона вдруге отримує премію «The World Music Awards».
2002—2003 — роки тісної творчої співпраці зі співаком Авраамом Руссо. Артисти записують пісні «Любовь, которой больше нет» та «Просто любить тебя», за які отримують «Золотий грамофон»; створять спільну концертну програму, з якою виступлять у низці міст, після чого піде розпад творчого дуету.
17 січня 2004 в Маямі Орбакайте знайомиться з бізнесменом російського походження Михайлом Земцовим. 9 березня 2005 року в Маямі вона одружується.
2005 року Орбакайте отримує премію «Муз-ТВ» у номінації «Найкраща виконавиця року». Роком пізніше вона отримає другу премію в цій же номінації.

### 2006—2010 роки

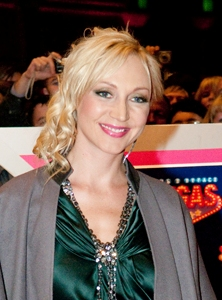
Христина Орбакайте в 2010 році.

2006 року Христина Орбакайте спільно з Гошею Куценком знімаються в комедії Олександра Стриженова «Кохання-зітхання». Ця картина з великим успіхом іде в російському кінопрокаті; її подивляться понад 2 млн глядачів, а загальні збори перевищать 11,5 млн доларів. На хвилі успіху картини, 2008 року вийде друга частина (3 млн глядачів, збори — 16,9 млн доларів), а в 2010 візьмуться до зйомок третьої. Крім «Кохання-зітхання», Орбакайте також зіграла роль імператриці Олександри Федорівни в художньому фільмі «Змова» (2007), присвяченому вбивству Г. Распутіна.
Улітку 2008 року виходить восьмий альбом співачки — «Слышишь — это я». До нього ввійдуть хіти останніх років, у тому числі композиції «Солнце», «Спичка» і дует з Аллою Пугачовою — «Опять метель», записаний спеціально для фільму «Іронія долі. Продовження».
У серпні 2009 починається конфлікт між Орбакайте та Русланом Байсаровим за спільного сина Дені. Після багатомісячної тяжби, судових розглядів та участі Орбакайте на слуханнях у Державній думі, присвячених сімейному законодавству, сторони підписали мирову угоду, і конфлікт було вичерпано.

### 2011—2015
У березні 2011 відбулася прем'єра заключної частини трилогії «Кохання-зітхання 3». Фільм подивляться 1,5 млн глядачів, а збори картини перевищать 8,5 млн доларів.
25 і 26 травня 2011 року на «Первом канале» виходить спеціальний випуск програми «Нехай говорять», присвячений 40-річному ювілею співачки та майбутньому концерту в Кремлі. Концерт відбувся в день народження Алли Пугачової — 15 квітня. Орбакайте представила нову програму «Поцілунок на біс» та однойменний альбом. Після московського концерту співачка вирушила у великий тур містами Росії та СНД.
30 березня 2012 Орбакайте народила дочку від Михайла Земцова. Її називають Клавдією на честь співачки Клавдії Шульженко та рідної тітки й хрещеної матері Алли Пугачової — Клавдії Пугачової.
У лютому 2013 Орбакайте презентує свій новий кліп «Маски», після вирушає в гастрольний тур Росією, Прибалтикою та США.
26 квітня 2013 Президент Росії В. Путін надав Христині Орбакайте звання «Заслужений артист Російської Федерації». Наприкінці року виходить альбом «Маски».
У 2012—2013 роках Орбакайте продовжила гастролювати із програмою «Поцелуй на бис», тур проходив містами Росії, Європи та США.
Наприкінці 2013 року випустила 10 студійний альбом «Маски».
14 серпня 2014 року вийшов фільм «Тайна четырёх принцесс» із Крістіною Орбакайте у головній ролі. Цей фільм став 17-м за рахунком роботою акторки у кіно.

### 2016— до нині
16 квітня 2016 року Орбакайте здобула премію «Шансон року» за композицію «Свадебная». Протягом року гастролювала із програмою «Маски» містами Росії, Білорусії та Латвії, вперше дала сольні концерти в Австралії.
У липні 2016 року виступила на Міжнародному музичному фестивалі «Лайма Рандеву Юрмала»", що проходив у концертній залі «Дзінтарі».
10, 11 грудня 2016 року представила нове концертне шоу — «Бессонница», а також однойменний 11-й за рахунком студійний альбом. Прем'єрний показ шоу «Бессонница» на російському телебаченні відбувся 21 січня 2017 в ефірі «Першого каналу».
24 липня 2018 року відбулася прем'єра вистави «Двое на качелях» у Московському театрі «Сучасник», в якому Орбакайте грала роль Гітель Моска. Ця вистава стала четвертою театральною роботою акторки.
У лютому 2018 року представила кліп, знятий до композиції «Фарс». Режисерка — Ірина Миронова. Композиція «Фарс» вийшла як сингл у листопаді 2017 року[40].
У вересні 2018 випустила музичне відео на пісню «Пьяная вишня». На грудень 2022 року відео набрало 164 млн переглядів на YouTube.
2019 року представила кліп до композиції «Теряю». Ролик знято у футуристичному стилі. Того ж року пройшли зйомки художнього фільму "Гардемарины IV", де Орбакайте знову зіграла роль Катерини II.
У 2020 та 2021 роках взяла участь у святковому концерті Валентина Юдашкіна.
18 серпня 2020 року випустила mood-video на пісню «Свобода». Кадри порожніх Москви та Санкт-Петербурга було знято під час карантину.
25 грудня 2020 року представила кліп на пісню «Новый год, Come On».
25 травня 2021 року представила пісню «Я — Кристина Орбакайте».
15 вересня нагороджена премією «Ікона стилю» Fashion People Awards.
17 вересня представила нову пісню «Сон во сне». За її словами, композиція, в кліпі на яку знялася її 8-річна дочка Клавдія, для артистки дуже особиста.
10 грудня на XXVI церемонії вручення національної музичної премії «Золотий грамофон» здобула приз за внесок у розвиток вітчизняної музики.
У лютому 2022 виступила проти вторгнення Росії в Україну[джерело?].

## Особисте життя
- З виконавцем Володимиром Пресняковим-молодшим Христина жила в фактичному шлюбі з 1986.
  - Син Микита Володимирович Пресняков народився 21 травня 1991. Зіграв головну роль в шкільному спектаклі «Незнайка в Квітковому місті»[25]. Ще малим Микита захоплювався зйомками на відеокамеру, робив побутові зйомки. Пізніше створив фантастичний трилер за мотивами «Матриці». Знявся у фільмах «Індиго» (2008) в епізодичній ролі, «В гостях у $kazki» (2009) в головній ролі, «Ялинки». 
Навчається (з 2009) в Нью-Йоркській кіноакадемії[en], знімає навчальні короткометражки[26]. На святковому концерті на честь 60-річчя Алли Пугачової виступив з піснею англійською мовою «Say It ain't so». 
 Більше 4-х років зустрічається з уродженкою Казахстану, майбутньою нареченою Аїдою Кулієвою[27][28][29], з якою вони познайомилися в Нью-Йоркській кіноакадемії[en]. 
Захоплюється катанням та трюками на скейтборді[30]. Веде в інтернеті особистий блог, публікує створені фільми та пісні. 
2012 року виступив оператором та режисером кліпу «Смачно» Тамерлана Садвакасова[31] \
 Також 2012 року став переможцем в шоу пародій ШоумаSтгоуон на українському Новому каналі, в якому брав участь впродовж двох місяців. Після участі в шоу його популярність значно зросла.
- З чеченським бізнесменом Русланом Байсаровим, Христина була в цивільному шлюбі.
  - Син Дені народився 10 травня 1998 в Москві.
- 9 березня 2005 Христина та американський бізнесмен Михайло Земцов (15.01.1978 р. н.)[32] офіційно зареєстрували свої відносини в Маямі.
  - 30 березня 2012 в Маямі Христина народила дочку Клавдію. Про це вона повідомила на своїй сторінці Твіттера: «30 березня о 19:58 за маямським часом[33] я народила Доньку!!! Вітайте мене, ураа!!»[34]

## Творчість

### Дискографія
Номерні альбоми
1. 1994 — «Верность»
2. 1996 — «Ноль часов ноль минут»
3. 1998 — «Ты»
4. 2000 — «Май»
5. 2002 — «Верь в чудеса»
6. 2003 — «Перелётная птица»
7. 2005 — «My life»
8. 2008 — «Слышишь — это я…»
9. 2011 — «Поцелуй на бис»
10. 2013 — «Маски»
11. 2016 — «Бессонница»
12. 2021 — «Свобода»

Збірники та компіляції
1. 2001 — «The best»
2. 2002 — «Океан любви»
3. 2002 — «Grand. Частина 1»
4. 2006 — «Grand. Частина 2»
5. 2009 — «The Best CD1»
6. 2010 — «The Best CD2»

Різне
1. 1999 — «Той женщине, которая…» —live-альбом
2. 2000 — «Tango for three» —промо-сингл англ. мовою
3. 2001 — «Remixes» —збірка реміксів

DVD
1. 2000 — «Концерт и лучшие видеоклипы» — концерт «Той женщине, которая…», 16 кліпів, виступ у Монте-Карло
2. 2001 — «LIVE» — концерт «Это — мой мир»
3. 2005 — «My life» — однойменний концерт
4. 2012 — «Поцелуй на бис» — однойменний концерт, що пройшов 15 квітня 2011 у Кремлі
5. 2013 — «Маски» — DVD-промо-сингл

### Вибрана відеографія
| - 1992 — «Горькое похмелье» - 1993 — «Все, что им нужно, это лишь любовь» - 1994 — «Позови меня» - 1995 — «Танго втроем» - 1996 — «Вербочки» - 1996 — «Без тебя» - 1997 — «Смородина» - 1997 — «Сыграй, рояль» - 1998 — «Если бы знать» - 1998 — «Любовь идет по-английски» - 1999 — «Бесприютная душа» | - 1999 — «Не бей любовь об пол» - 2000 — «Май» - 2001 — «Мой мир» - 2001 — «Мой мир (Dance mix)» - 2001 — «Робот» - 2004 — «Перелётная птица» - 2002 — «Дадидам» - 2002 — «Любовь, которой больше нет» - 2003 — «Просто любить тебя» - 2005 — «Свет твоей любви» - 2004 — «Я к тебе не вернусь» - 2004 — «Ты буди меня» | - 2006 — «Все сначала» - 2007 — «Спичка» - 2008 — «Опять метель» - 2009 — «Солнце» - 2009 — «Достаточно шоу» - 2010 — «Нежная» - 2010 — «Дозволяю лише раз» - 2011 — «Ультрафиолет» (концертна версія) - 2012 — «Прогноз погоды» - 2013 — «Маски» - 2013 — «Mer siro tone» |

### Фільмографія
| Рік  |   | Українська назва                       | Оригінальна назва                    | Роль |
| ---- | - | -------------------------------------- | ------------------------------------ | --- |
| 1983 | ф | Опудало                                | Чучело                               | Олена Безсольцева |
| 1991 | ф | Віват, гардемарини!                    | Виват, гардемарины!                  | Принцеса Фіке (майбутня Катерина II) |
| 1992 | ф | Гардемарини — III                      | Гардемарины — III                    | Принцеса Фіке (майбутня Катерина II) |
| 1993 | ф | Благодійний бал                        | Благотворительный бал                | Ширлі |
| 1994 | ф | Ліміта                                 | Лимита                               | Катя |
| 1996 | ф | Старі пісні про головне                | Старые песни о главном               | Дівчина на виданні |
| 1997 | ф | Найновіші пригоди Буратіно             | Новейшие приключения Буратино        | Буратіно |
| 1997 | ф | Незнайко на Місяці                     | Незнайка на Луне                     | Журналістка Зірочка (в серіях 4-9, 11-12) |
| 1997 | ф | Дорога, дорогий, дорога                | Дорога, дорогой, дорогая             | Христина |
| 1997 | ф | Старі пісні про головне-2              | Старые песни о главном-2             | Починаюча співачка |
| 1998 | ф | Старі пісні про головне-3              | Старые песни о главном-3             | Марта із «Мюнхгаузена» |
| 1999 | ф | Фара                                   | Фара                                 | Незнайомка |
| 2000 | ф | Справжні пригоди                       | Истинные происшествия                | Дівчина з 7 номера |
| 2001 | ф | Старі пісні про головне. Постскриптум  | Старые песни о главном. Постскриптум | Дочка голови, Камео |
| 2001 | ф | Жіноче щастя                           | Женское счастье                      | Коханка |
| 2003 | ф | Снігова королева                       | Снежная королева                     | Герда |
| 2004 | ф | Московська сага                        | Московская сага                      | Віра Горда |
| 2004 | ф | Родинний обмін                         | Родственный обмен                    | Саша, Алекс (як роль двійника грав Михайло Пореченков — Ніколаєва та Мед-к'юкмбера в серії Рекламна пауза 1-2 частини серіалу Агент національної безпеки 3) |
| 2007 | ф | Кохання-зітхання                       | Любовь-морковь                       | Марина Голубєва |
| 2007 | ф | Змова                                  | Заговор                              | Олександра Федорівна (дружина Миколи II) |
| 2008 | ф | Королівство кривих дзеркал             | Королевство кривых зеркал            | Представниця Індії |
| 2008 | ф | Краса вимагає...                       | Красота требует…                     | Камео |
| 2008 | ф | Кохання-зітхання 2                     | Любовь-морковь-2                     | Марина Голубєва |
| 2010 | ф | Морозко                                | Морозко                              | Баба-Яга |
| 2011 | ф | Кохання-зітхання 3                     | Любовь-морковь-3                     | Марина Голубєва |
| 2014 | ф | Бульварне кільце                       | Бульварное кольцо                    | Тоня |
| 2014 | ф | Хоробрий Портняжка та Таємниця принцес | Храбрый Портняжка и Тайна принцесс   | Королева |
| 2018 | ф | Попелюшка                              | Золушка                              | Світська львиця |
| 2022 | ф | Гардемарини — IV                       | Гардемарины — IV                     | Катерина II |

### Театральні роботи
- 1995 — Понедельник после чуда (театр «Гравці»).
- 1997—2000 — Панночка-селянка (театр ім. М. Н. Єрмолової).
- 2001 — Даная («Московський державний театр естради»).
- 2018 — Двое на качелях («Современник (театр)») — Гітель Моска.

## Визнання

### Державні нагороди та звання

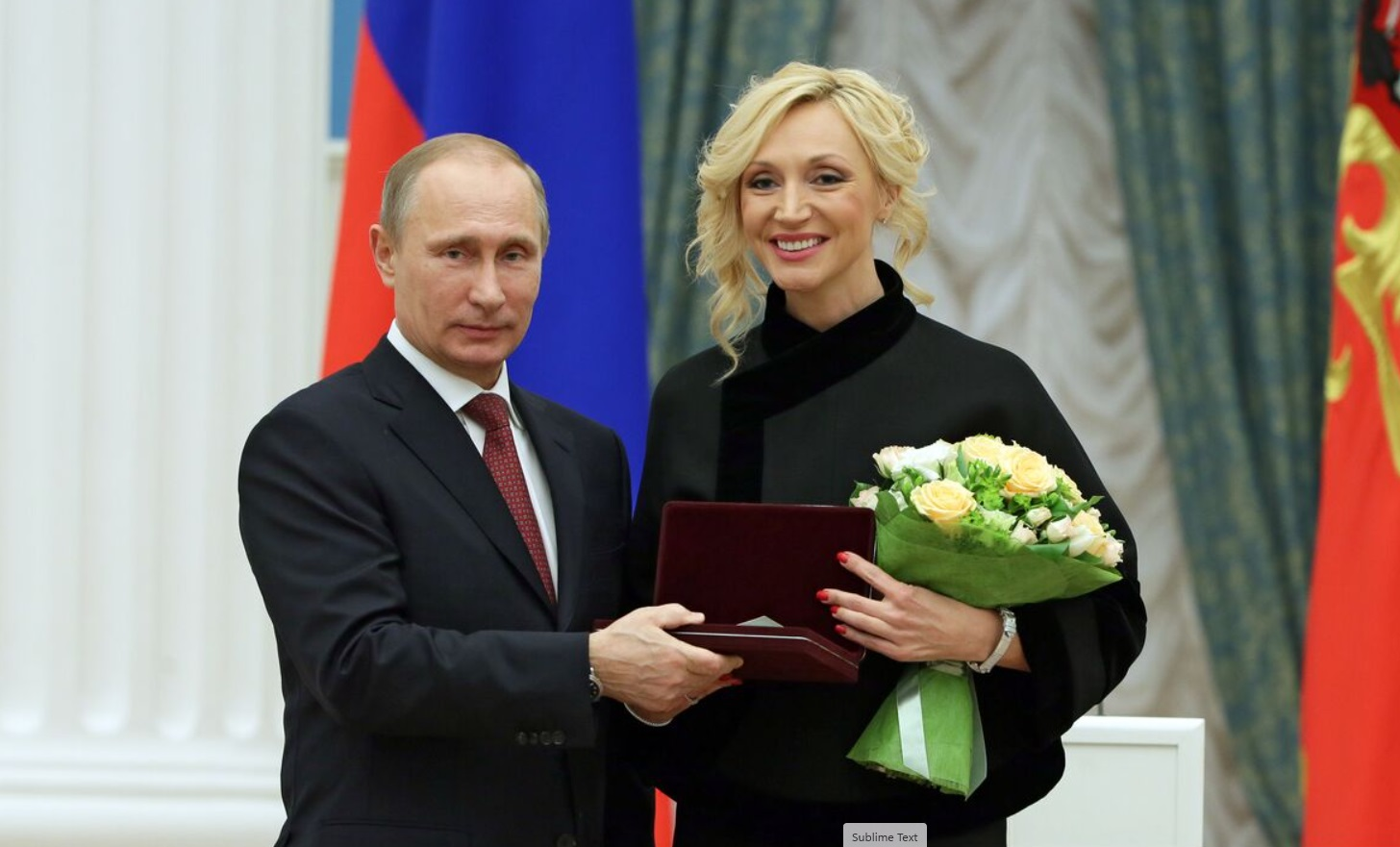
Путін вручає нагороду Христині Орбакайте, 25 грудня 2013 року

Задовго до присвоєння Христині Орбакайте звання Заслуженої артистки Росії в ЗМІ була поширена хибна думка про те, що вона має це звання. В інтерв'ю журналу «Glamour» 2007 року Орбакайте пояснила, що це не так. Почесне звання Заслуженої артистки Росії співачці було присвоєне 26 квітня 2013. Церемонія вручення нагороди президентом РФ пройшла 25 грудня 2013 року у Москві.
- 2013 — почесне звання «Заслужений артист Російської Федерації» за заслуги в галузі мистецтва (Указ президента Росії № 423 від 26 квітня 2013)[24].

### Громадські нагороди та звання
- 1996 — лауреат премії «Золотий грамофон» за пісню «Если дождь по стеклу»
- 1997 — лауреат премії «Золотий грамофон» за пісню «Сыграй, рояль»
- 1998 — лауреат премії «Золотий грамофон» за пісню «Ты»
- 1999 — лауреат премії «Золотий грамофон» за пісню «Безпритульна душа»
- 2000 — лауреат премії «Золотий грамофон» за пісню «Май»
- 2000 — лауреат міжнародної премії в області популярної музики The World Music Awards. Премія вручена Христині Орбакайте, як найбільш розпродаваній співачці Росії[5][6][7]
- 2001 — лауреат премії «Золотий грамофон» за пісню «Мой мир»[37]
- 2001 — лауреат премії «Овація» в номінації «Солістка року»[38]
- 2002 — лауреат премії «Золотий грамофон» у дуеті з Авраамом Руссо за пісню «Любовь, которой больше нет»[10]
- 2002 — лауреат міжнародної премії в області популярної музики The World Music Awards. Премія вручена Христині Орбакайте, як найбільш розпродаваній співачці Росії[9][39]
- 2003 — лауреат премії «Золотий грамофон» у дуеті з Авраамом Руссо за пісню «Просто любить тебя»[11]
- 2004 — лауреат премії «Золотий грамофон» за пісню «Перелётная птица»[40]
- 2005 — лауреат Премії"Муз-Т" в номінації «Найкраща виконавиця року»[12][13]
- 2005 — лауреат премії «Золотий грамофон» за пісню «Ти ненормальний»[41]
- 2005 — лауреат премії «Олімпія» Російської Академії бізнесу та підприємництва[42]
- 2006 — лауреат Премії «Муз-Т» в номінації «Найкраща виконавиця року»[14][15]
- 2006 — лауреат премії «Діамантова шпилька» (Перша церемонія) в номінації «Блондинка з приспівом» (спеціальна премія, заснована «Новинським Пасажем» для найголовніших блондинок нашого часу)[43]
- 2007 — лауреат премії «Діамантова шпилька» (Друга церемонія) в номінації «Блондинка напрокат» (спеціальна премія, заснована «Новинським Пасажем» для найголовніших блондинок нашого часу)[44]
- 2009 — лауреат щорічної премії в області популярної музики «Звукова доріжка» у номінації «Персона року»[45]
- 2012 — лауреат премії «Золотий грамофон» у дуеті з групою «Дискотека Аварія» за пісню «Прогноз погоди»[46]
- 2012 — лауреат Премії «Муз Т» в номінації «Найкращий дует року» з групою «Дискотека Аварія», пісня «Прогноз погоди»[47]
- 2012 — лауреат щорічної музичної премії «20 найкращих пісень року» за версією зведеного національного музичного чарту «Червона Зірка» і Першого каналу за пісню «Прогноз Погоди» (16 місце чарту за 2012 рік) в дуеті з групою «Дискотека Аварія»[48][49]
- 2013 — лауреат першої церемонії вручення премії «Top Hit Awards» за підсумками чарту порталу «Top Hit» за 2012 в номінації «Найпопулярніший дует» — Христина Орбакайте та гурт «Дискотека Аварія» — за виконання пісні «Прогноз погоди». Вперше церемонія вручення премії «Top Hit Awards» пройшла 25 квітня 2013 в клубі «Артист» в Москві, в день святкування десятиріччя музичного сервісу «Top Hit». Премія присуджується за найкращі досягнення в електронних медіа та шоу-бізнесі[50][51].

## Факти
- За правилами литовської мови, одружена жінка не може бути Орбакайте — лише неодружена. Вона мусила бути Орбакене (без зміни свого прізвища на чоловікове). Але прізвище Орбакене вона могла б носити, будучи дружиною Орбакаса. Це прізвище після реєстрації шлюбу з Орбакасом носила її мати, Алла Пугачова, але недовго. Оскільки жоден литовець не був чоловіком Христини, вона не змінювала своє прізвище за правилами литовської мови. Тим більше вона не може змінити прізвище Орбакайте на Орбакене, будучи дочкою, а не дружиною Орбакаса.

## Інтерв'ю
В одному з інтерв'ю стверджувала, що походить з німецького роду фон Орбах, але під час війни дідові співачки (який одружився з полькою і до того ж бився з нацистами) довелося змінити німецьке прізвище Орбах на литовське — Орбакас . Проте, приїхавши в Литву восени 2001, співачка заявила, що нічого подібного вона не говорила.

## Громадянська позиція
Влітку 2014, після анексії Криму Росією, виступала в окупованому Росією Севастополі, чим порушила законодавство України.